# Parti communiste du Bhoutan (marxiste-léniniste-maoïste)
Le Parti communiste du Bhoutan (marxiste-léniniste-maoïste) (en anglais : Communist Party of Bhutan (Marxist–Leninist–Maoist) ; abrégé CPB (MLM)) est un parti communiste clandestin au Bhoutan. Son objectif est de déclencher une nouvelle révolution démocratique et de renverser la monarchie bhoutanaise et la dynastie Wangchuck. Sa branche armée est la Bhutan Tiger Force, qui comptait entre 600 et 1 000 cadres en 2009. Le chef du parti utilise le nom de guerre Camarade Umesh.

## Histoire
Dans les années 1990, les Lhotshampas protestent contre le gouvernement du Bhoutan en faveur de la démocratisation et des réformes linguistiques. Le gouvernement expulse de force les manifestants, qui sont placés dans des camps de réfugiés dans l'est du Népal. Ceux qui sont restés ont été confrontés à une discrimination généralisée. À l'intérieur des camps de réfugiés, des groupes d'insurgés se forment, notamment le Parti communiste du Bhoutan. Sa création est annoncée publiquement le 22 avril 2003 sur le site web du Parti communiste du Népal (maoïste).
Lors de la transition du Bhoutan vers une monarchie constitutionnelle en 2008, les insurgés du CPB (MLM) déclare le début d'une « guerre populaire » et perpètre cinq attentats à la bombe à travers le Bhoutan, dont un dans la capitale Thimphou.
En mars 2008, la police bhoutanaise tue cinq insurgés présumés du CPB (MLM) et arrête dix-sept autres lors de diverses opérations dans le sud.
Un journaliste bhoutanais soupçonné d'être membre du CPB (MLM) est arrêté en janvier 2009 par les autorités.

## Idéologie
Peu de temps après sa fondation, le CPB (MLM) publie un programme en dix points qui définit ses exigences envers le gouvernement. L'idéologie du parti est orientée autour du marxisme-léninisme-maoïsme ; ses cadres espèrent déclencher une « guerre populaire » et une « révolution de nouvelle démocratie ».
Le groupe cherche à rapatrier les réfugiés Lhotshampas et à transformer le Bhoutan en une « démocratie souveraine » et en une république.

## Bhutan Tiger Force
La Bhutan Tiger Force (BTF) est la branche armée du CPB (MLM).
Le South Asia Terrorist Portal considère actuellement la Force du Tigre du Bhoutan comme inactive.
Le 13 décembre 2007, la BTF blesse un réfugié au camp de Beldangi près de Sangam Chowk à Damak, au Népal.
Le 16 janvier 2008, une patrouille de l'Armée royale du Bhoutan (RBA) échange des tirs avec un groupe de militants de la BTF dans le Bas Dhanessey à Tsirang.
Le 23 avril 2008, une bombe posée par les rebelles du BTF est désamorcée près d'un pont à Phuntsholing.
Le 30 décembre 2008, des insurgés de la BTF tendent une embuscade à six gardes forestiers, tuant quatre d'entre eux et en blessant deux autres dans le village de Singye dans le district de Sarpang, le 30 décembre 2008. Les insurgés du BTF prennent également certaines armes des gardes forestiers.